# Rémi Vignolo
Rémi Vignolo (* 1972) ist ein französischer Jazzmusiker (Kontrabass, Schlagzeug).

## Leben und Wirken
Vignolo entdeckte im Alter von sechs Jahren den E-Bass; zunächst auf diesem Instrument und dann am Kontrabass erhielt er erster Engagements in lokalen Clubs. Nach seinem Studium an der New Scholl für Musik in New York trat er zwischen 1993 und 1995 mit Uri Caine, Ravi Coltrane, Mark Turner und Gerry Gibbs auf. Seit seiner Rückkehr nach Frankreich gehörte er in den 1990er Jahren zum Quartett von André Ceccarelli. Zugleich arbeitete er mit Eric Le Lann, Richard Galliano, Michel Legrand, Sylvain Luc, Stefano Di Battista, John McLaughlin, Louis Winsberg, Erik Truffaz, Toots Thielemans und Jacky Terrasson. Seit 2003 gehörte er zum Trio von Florian Ross und dem Rosario Giuliani Quintet und spielte in diversen Projekten mit Aldo Romano (u. a. Chante) und Pierre-Alain Goualch.
2015 erschien sein Debütalbum Death of an Angry Man. Tom Lord verzeichnet 41 Aufnahmen zwischen 1993 und 2010; er ist auch auf Alben von Stéphane Huchard, Charles Aznavour, Claude Nougaro, Charlie Watts und Rose zu hören.

## Diskographische Hinweise
- Aldo Romano, Rémi Vignolo, Baptiste Trotignon Flower Power (Naïve 2006)
- Death of an Angry Man (Gaya, 2015) mit Christophe Panzani, Tony Paeleman, Pierre Perchaud, Julien Herné sowie Magic Malik, Olivier Témime